# Vater
Vater – amerykańska firma produkująca akcesoria perkusyjne. Została założona przez Clarence Vatera, a obecnie prowadzona jest przez jego dwóch wnuków Alana i Rona Vater. Chociaż firma rozpoczęła produkcję pałeczek perkusyjnych w 1956 roku, to oficjalnie Vater produkcję zaczął nieco później. Pierwsze pałeczki wykonane przez firmę Vater zostały wykonane przez Joana (Adamsa) Vater w sklepie Jacks Drumshop w Bostonie, w stanie Massachusetts. Jacks był jednym z pierwszych sklepów, który był w stanie zaoferować sprzedaż własnych modeli. 22 października 1988 roku firma Vater przeniosła swoją siedzibę do fabryki w mieście Holbrook w stanie Massachusetts. Trzy lata później pierwsze pałki perkusyjne firmy Vater zostały wprowadzone do Percussive Arts Society (Międzynarodowej Organizacji Usług Muzycznych).
Pałeczki firmy Vater charakteryzują się większą spójnością i wyższą jakością wykonania. Pałeczki mają zwykle nieco wyższą zawartość wilgoci, która ma na celu stworzenie bardziej trwałych i odpornych pałek, choć powoduje to nieco większą ich wagę.
Poza produkcją pałeczek perkusyjnych, firma Vater zajmuje się również produkcją między innymi takich akcesoriów jak: kotły, marimby, wibrafony czy sordino i wiele innych.

## Znani artyści
- Steven Adler – Adler’s Appetite[1]
- Jess Bowen (The Summer Set)[2]
- Mario Calire (Ozomatli, The Wallflowers)[3]
- Tommy Clufetos (Ozzy Osbourne, Ted Nugent, Alice Cooper)
- Nathan Followill (Kings of Leon)
- Sean Kinney (Alice in Chains)
- Martin Langer (Jeanette)
- Jay Lane (Primus, RatDog)
- David Lovering (Pixies)
- Chad Smith (Red Hot Chili Peppers)[4]
- Andrew Wetzel (Attack Attack!)
- Jürgen Zöller (Bap)
- Jason Duffy (Michael Flatley, The Corrs)
- Matt Flynn (Maroon 5)